# 托爾科費爾山
46°42′N 13°05′E / 46.700°N 13.083°E

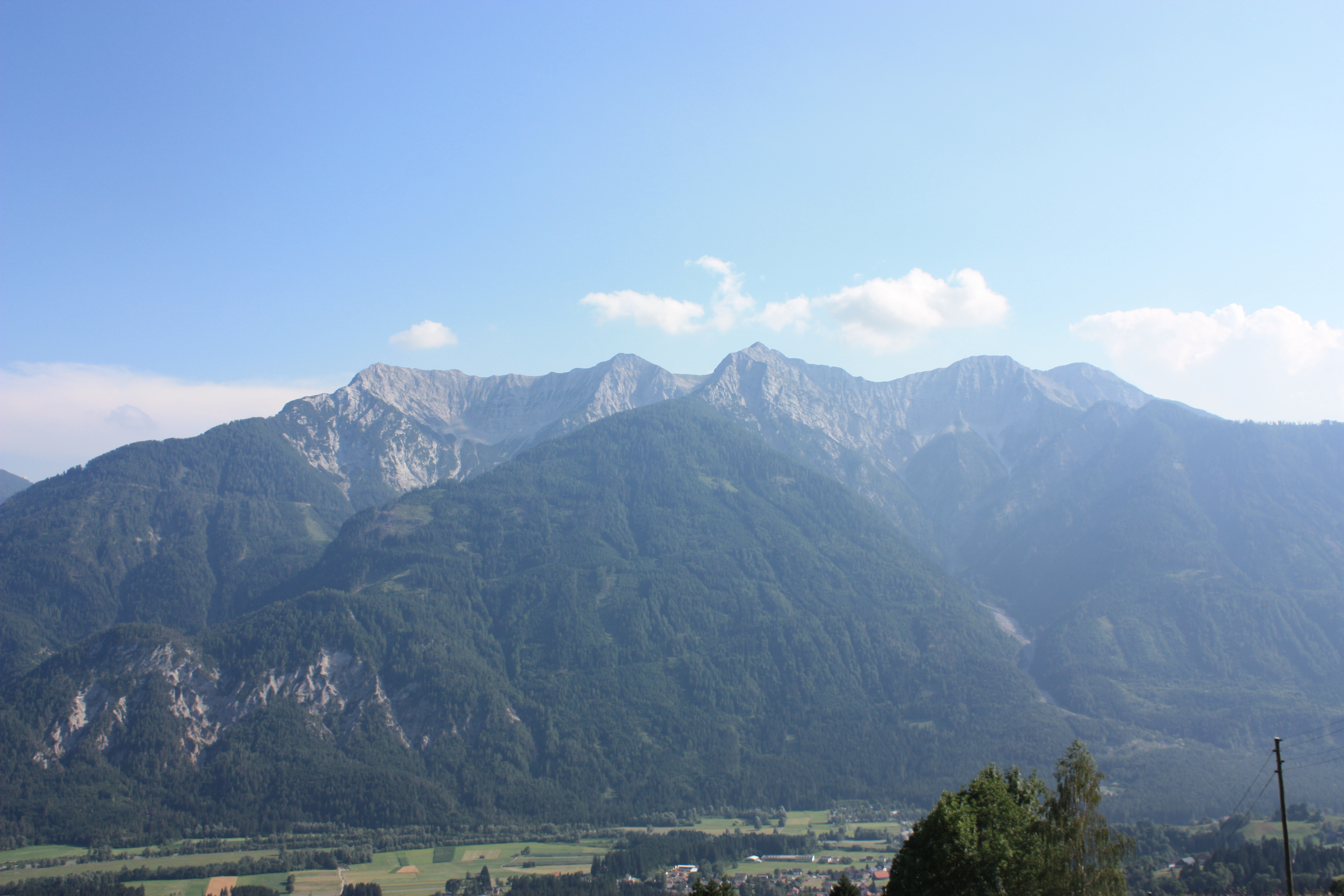

托爾科費爾山（德語：Torkofel），是奧地利的山峰，位於該國南部，由克恩頓州負責管轄，屬於蓋爾塔爾阿爾卑斯山脈的一部分，海拔高度2,276米，每年平均降雨量2,643毫米，人類在1853年首次登頂。